# Monika Bosilj
Monika Bosilj je hrvatska košarkašica, članica hrvatske košarkaške reprezentacije.

## Karijera
Igrala je u dubrovačkoj Ragusi i u Novom Zagrebu.
2005. je bila članicom hrvatske ženske košarkaške reprezentaciju za igračice do 20 godina koja je osvojila 5. mjesto., a s njom su još igrale Mirna Mazić, Iva Ciglar,  Sanda Tošić (5. po šutu za tricu), Josipa Bura (3. po šutu za dvicu)  i druge, a izbornica je bila Linda Antić-Mrdalj. Monika Bosilj je bila najbolja izvođačica slobodnih bacanja.